# Batalla del Puente Milvio
La batalla del Puente Milvio fue el último combate del conflicto desatado en la primavera de 312 entre los emperadores romanos Constantino I (r. 306-337) de Oriente y Majencio (r. 306-312) de Occidente. Se libró el 28 de octubre de dicho año, cerca del puente Milvio, uno de los tantos que posee el río Tíber en Roma. Constantino fue el vencedor de la batalla y emprendió desde entonces el camino que llevaría a la extinción al sistema tetrárquico vigente, para convertirse él en el único gobernante del Imperio romano. Majencio, en cambio, se ahogó en el Tíber durante el combate.
En un claro intento de borrar la memoria de Majencio, la damnatio memoriae, Constantino abolió su legislación y se apropió deliberadamente de sus proyectos de construcción, en particular de la basílica de Majencio y del templo de Rómulo, que había sido dedicado al hijo de su rival, Valerio Rómulo. Constantino adoptó una postura conciliadora y no persiguió a los partidarios de Majencio que pertenecían al Senado; los senadores, a su vez, le concedieron el «título del primer nombre» y erigieron el arco de triunfo que llevaría su nombre. Además, disolvió la Guardia Pretoriana y los equites singulares Augusti y, a cambio, creó las escolas palatinas.
Según los cronistas del siglo IV Eusebio de Cesarea y Lactancio, la batalla marcó el comienzo de la conversión de Constantino al cristianismo. Eusebio de Cesarea afirma que Constantino y sus soldados tuvieron una visión del Dios cristiano en la que les prometió la victoria si mostraban el signo del crismón, las dos primeras letras del nombre de Cristo en griego, en sus escudos. El arco de Constantino, levantado para celebrar esta victoria, la atribuye en sus relieves e inscripciones a la intervención divina.

## Antecedentes
Desde 293, el Imperio romano estaba dividido en dos mitades, cada una gobernada por un augusto (emperador mayor) y un césar (emperador menor). En 306, el augusto de Occidente, Constancio Cloro (r. 293-306), falleció en Eboracum (en la actualidad, York)  y, en consecuencia, sus soldados elevaron al trono vacante a su hijo Constantino (r. 306-337). El augusto de Oriente, Galerio (r. 293-311), sin embargo, concedió la púrpura imperial a Severo II (r. 305-307), ya que, según las prerrogativas del sistema tetrárquico vigente, al ser este el césar de Occidente, debía ser quien sucediese al augusto muerto. Después de algunas discusiones diplomáticas, Galerio degradó a Constantino a la posición de césar, acción que este aceptó, lo que permitió que Severo asumiese el título de augusto occidental.
Majencio (r. 306-312), hijo de Maximiano (r. 285-305; 310), el augusto antecesor de Constancio Cloro, que envidiaba la posición de Constantino, se proclamó emperador en Italia con el título de princeps y llamó a su padre para que gobernara con él. Durante el año 307, ambos repelieron las invasiones de Severo, quien terminó siendo derrotado y asesinado, y de Galerio, que decidió retirarse. En 308, durante la Conferencia de Carnunto convocada por este último, el oficial Licinio (r. 308-324) fue nombrado augusto de Occidente y, como tal, debía haberse ocupado del usurpador, pero no hizo nada. Ese mismo año, en algún momento antes de la conferencia, Maximiano intentó deponer a su hijo, pero, para su sorpresa, su plan fracasó y, en consecuencia, tuvo que huir a la corte de Constantino en la Galia.
En 310, sin embargo, Maximiano también intentó deponer a Constantino, pero terminó siendo vencido y forzado a suicidarse. Al año siguiente, Majencio, clamando venganza por la muerte de su padre, declaró la guerra a Constantino, quien respondió invadiendo el norte de Italia con cuarenta mil soldados; Zósimo alega que el ejército invasor estaba compuesto por noventa mil legionarios y ocho mil jinetes provenientes de germánicos, celtas y parte de las fuerzas estacionadas en Britania. Después del sitio de Segusio (actual Susa), Constantino se dirigió al interior y se encontró con una fuerza majenciana acampada en las inmediaciones de Augusta Taurinorum (actual Turín).
Constantino consiguió la victoria en la batalla de Turín y continuó hacia Mediolanum (actual Milán), ciudad que le abrió las puertas y lo acogió hasta mediados del verano cuando reanudó la marcha. Su siguiente combate se libró en las inmediaciones de Brixia (actual Brescia), adonde el prefecto del pretorio Ruricio Pompeyano, que estaba estacionado en Verona, envió un ejército para intentar detenerlo. Sin embargo, Constantino consiguió derrotar rápidamente a estas fuerzas y prosiguió su campaña hasta la base veronesa de Majencio. Pompeyano se opuso al emperador invasor en dos enfrentamientos consecutivos en las afueras de la ciudad, pero terminó siendo asesinado y su ejército destruido. Verona se rindió poco después, seguida de Aquilea, Mutina (actual Módena) y Ravena. Esto dejó expedita la ruta directa a la ciudad de Roma.

## La visión de Constantino

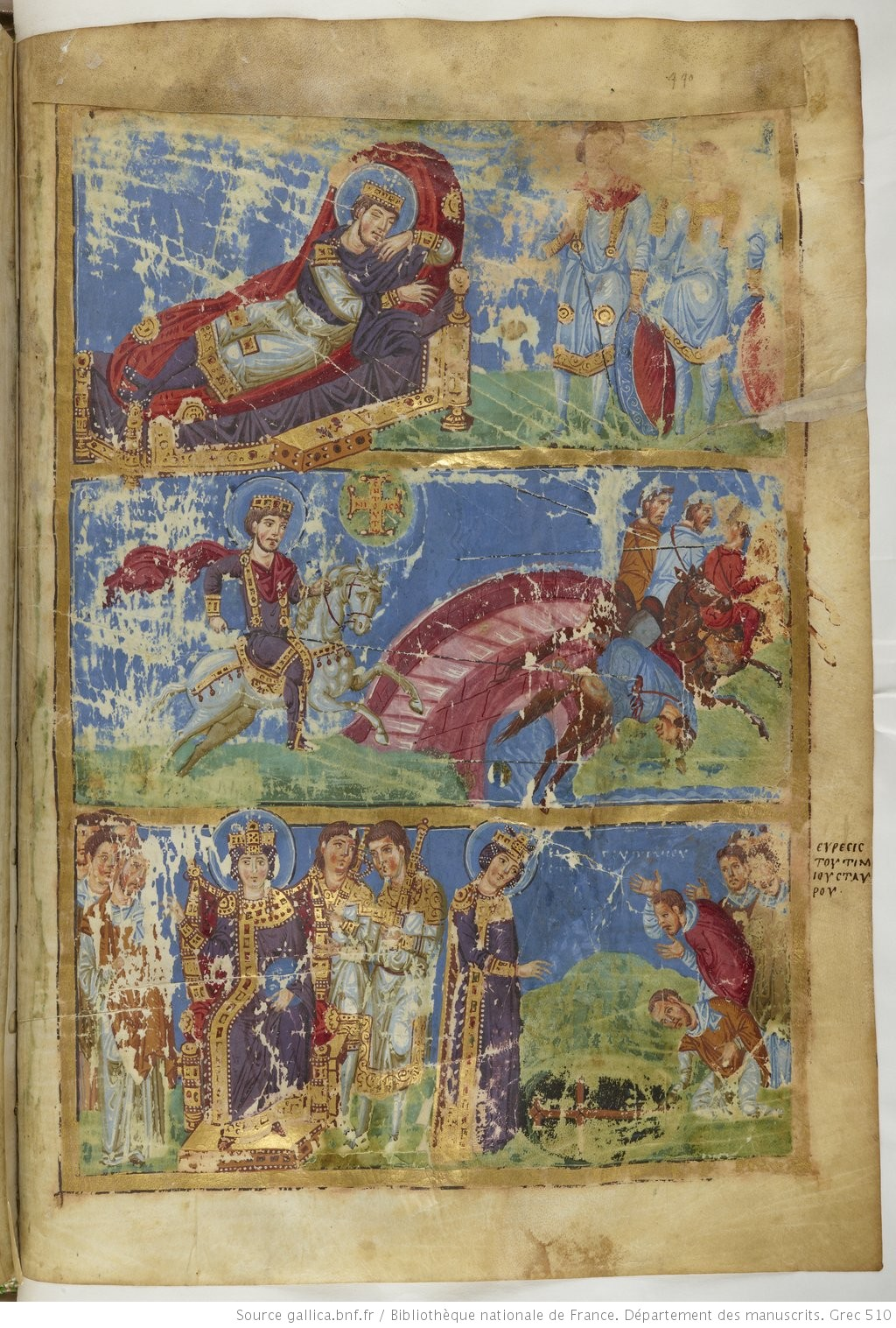
Manuscrito ilustrado del Sueño de Constantino y batalla del Puente Milvio en las homilías de Gregorio Nacianceno (BnF MS grec 510, folio 355). Ca. 879-882. Biblioteca Nacional de Francia.

Según Lactancio, Constantino tuvo una visión mientras soñaba durante la noche anterior a la batalla en la que se le aconsejaba «marcar el signo divino de Dios en los escudos de sus soldados». Siguió el consejo y los marcó con el símbolo de Cristo, que Lactancio describe como un estaurograma o una cruz latina con el extremo superior redondeado con una P.
Eusebio de Cesarea, a su vez, hace dos relatos de la batalla. En el primero, en su Historia eclesiástica, afirma que Constantino recibió ayuda divina durante la lid, aunque no hace mención de la visión. No obstante, en su Vida de Constantino, ofrece una descripción detallada de esta visión y hace hincapié en que la había escuchado de boca del propio emperador. Según este relato, Constantino marchaba junto a sus hombres durante el mediodía —no se menciona la ubicación exacta, pero es seguro que fue antes de la batalla— cuando levantó la vista y observó que, por encima del Sol, se alzaba una cruz luminosa con las palabras «Εν Τούτῳ Νίκα», cuya traducción al latín es in hoc signo vinces y al español es «con este signo, vencerás». En ese momento, Constantino no tenía claro cuál era el mensaje que trataba de transmitirle esta revelación, pero, esa noche soñó con Cristo, que le decía que debía emplear ese signo contra sus adversarios.
Eusebio luego describe el signo como una Χ atravesada por una Ρ o ☧, que representa las dos primeras letras del alfabeto griego de la palabra Cristo (Christos). Eusebio interpreta esta visión como un halo solar, un fenómeno meteorológico que puede producir efectos similares. En 315, se acuñó un medallón en Tesino que mostraba a Constantino con un yelmo adornado con el crismón y en 317/318 en Sisak monedas con la misma imagen. Por lo demás, la figura era rara y poco común en la iconografía y propaganda imperial antes de la década de 320.

## Batalla

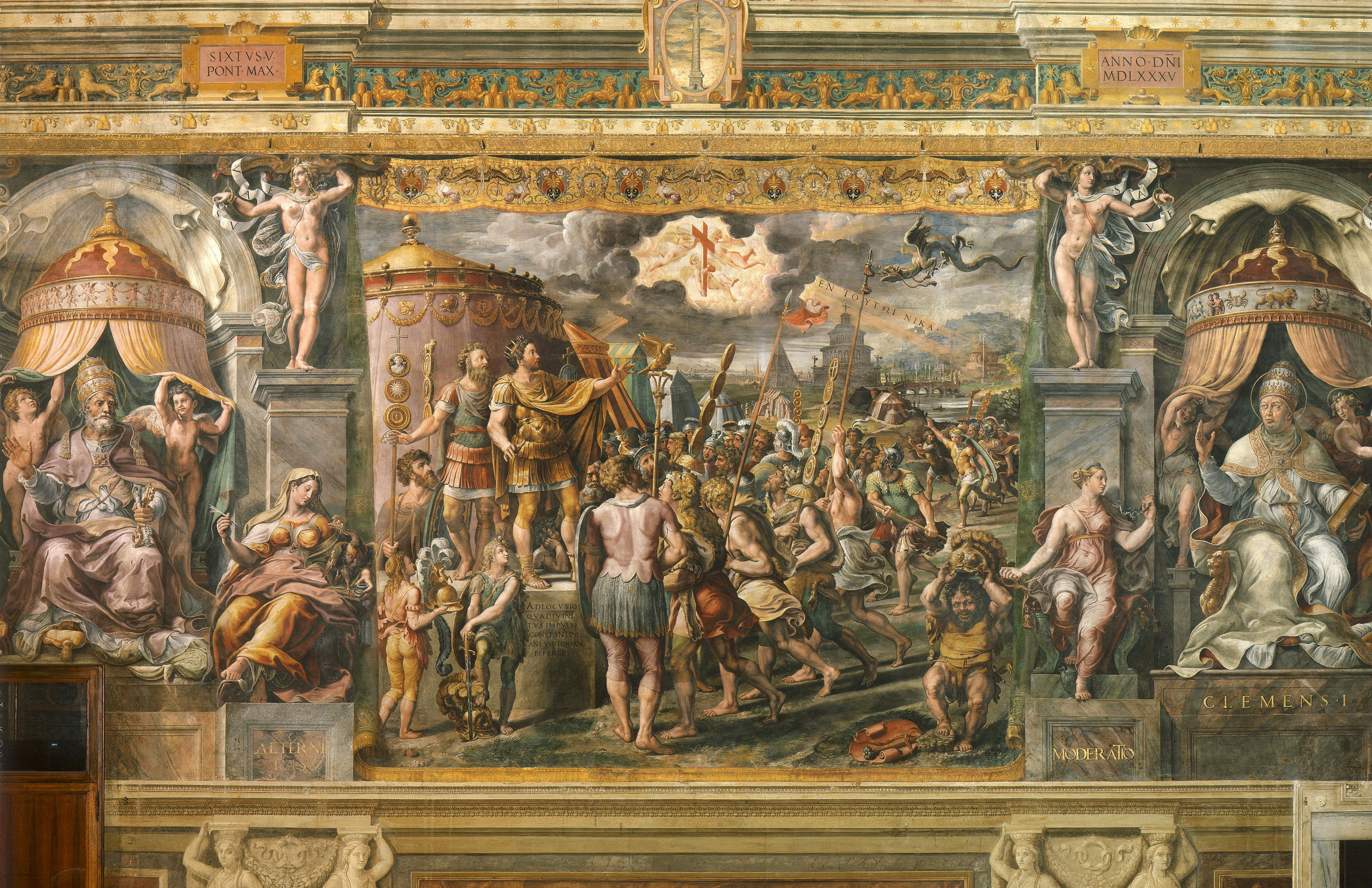
El fresco La Visión de la Cruz, representación de la Escuela de Rafael de la visión de Constantino (1520-1524).

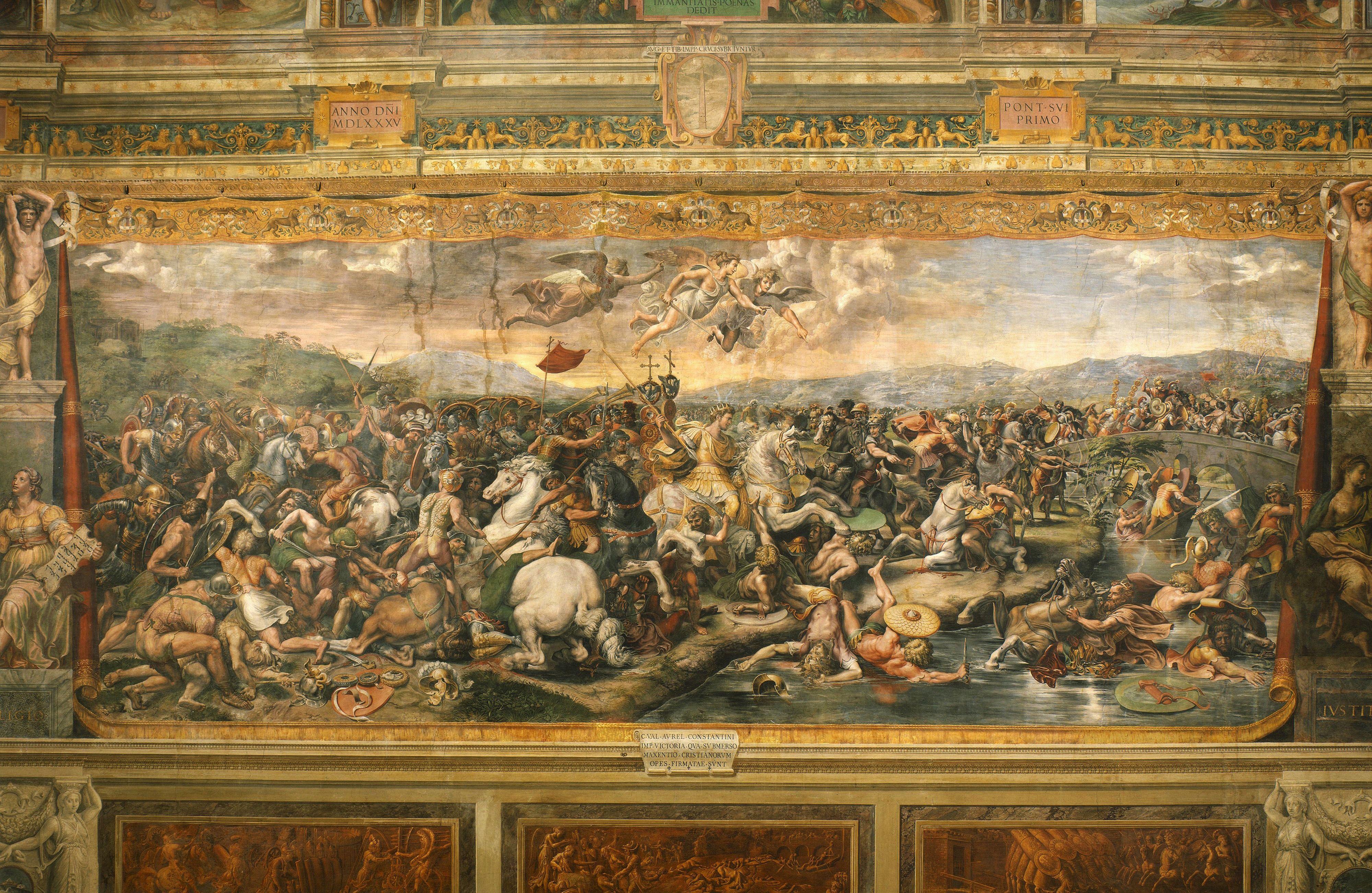
El fresco Batalla del Puente Milvio, obra de Giulio Romano en la que se muestra la batalla (1520-1524).

Majencio se preparó como lo había hecho cuando había luchado contra Severo y Galerio: permaneció en Roma y se preparó para resistir un asedio. Todavía controlaba a la Guardia Pretoriana en la ciudad, estaba bien abastecido gracias a los cereales provenientes de África y defendido por todos lados por las aparentemente impenetrables murallas aurelianas. Ordenó cortar todos los puentes del río Tíber, supuestamente por consejo de los dioses, y dejó el resto de la Italia central indefensa. Constantino se aprovechó de ello y se aseguró el apoyo de la región sin problemas. Avanzó lentamente por la vía Flaminia, lo que permitió que la debilidad de Majencio minara su régimen. El apoyo a este continuó menguando: en las carreras de carros del 27 de octubre, la multitud se burló abiertamente de él, gritando que Constantino era invencible.
Majencio, quien ya no estaba seguro de salir victorioso de un asedio, organizó un campamento frente al puente Milvio, que conectaba la vía Flaminia con Roma, y ordenó el montaje de un puente de barcas temporal sobre el Tíber en previsión para una batalla campal; Zósimo relata que se construyó un puente de madera dividido en dos partes que se unían gracias a una parte central que contenía argollas de hierro que se podían quitar si el ejército enemigo intentaba cruzarlo. El 28 de octubre de 312, el sexto aniversario del comienzo de su reinado, acudió a los custodios de los libros sibilinos en busca de consejo. Estos profetizaron que aquel día moriría «el enemigo de los romanos». Majencio avanzó hacia el norte para encontrarse con Constantino y presentarle batalla.
Majencio organizó sus fuerzas —dos veces mayores que las de su rival— en largas filas de cara al campo de batalla, con sus espaldas muy pegadas al río, lo que terminó siendo un obstáculo para la movilidad de las tropas. El ejército de Constantino, que llegó al campo de batalla llevando símbolos extraños sobre sus estandartes y escudos, se dispuso a lo largo de toda la línea enemiga. Después de ver una gran cantidad de lechuzas en vuelo, Constantino ordenó atacar a su caballería, que logró desbaratar a la majenciana. Al percatarse de esto, Constantino ordenó a la infantería acometer a los infantes del enemigo, muchos de los cuales cayeron empujados al Tíber, donde se ahogaron o fueron rematados por los enemigos. Los caballeros de la guardia imperial y los pretorianos de Majencio mantuvieron sus posiciones inicialmente, pero su formación se rompió a causa de la fuerza de la arremetida de la caballería constantiniana. Al verlo, Majencio huyó junto a sus soldados y trató de cruzar el puente que había construido, pero según el relato de Zósimo, cayó al río junto a sus tropas cuando la estructura cedió por el exceso de peso; según Lactancio, la masa de soldados que huían lo empujó con su caballo al Tíber. Los soldados majencianos que permanecieron en la orilla terminaron siendo capturados o muertos por los vencedores.

## Consecuencias

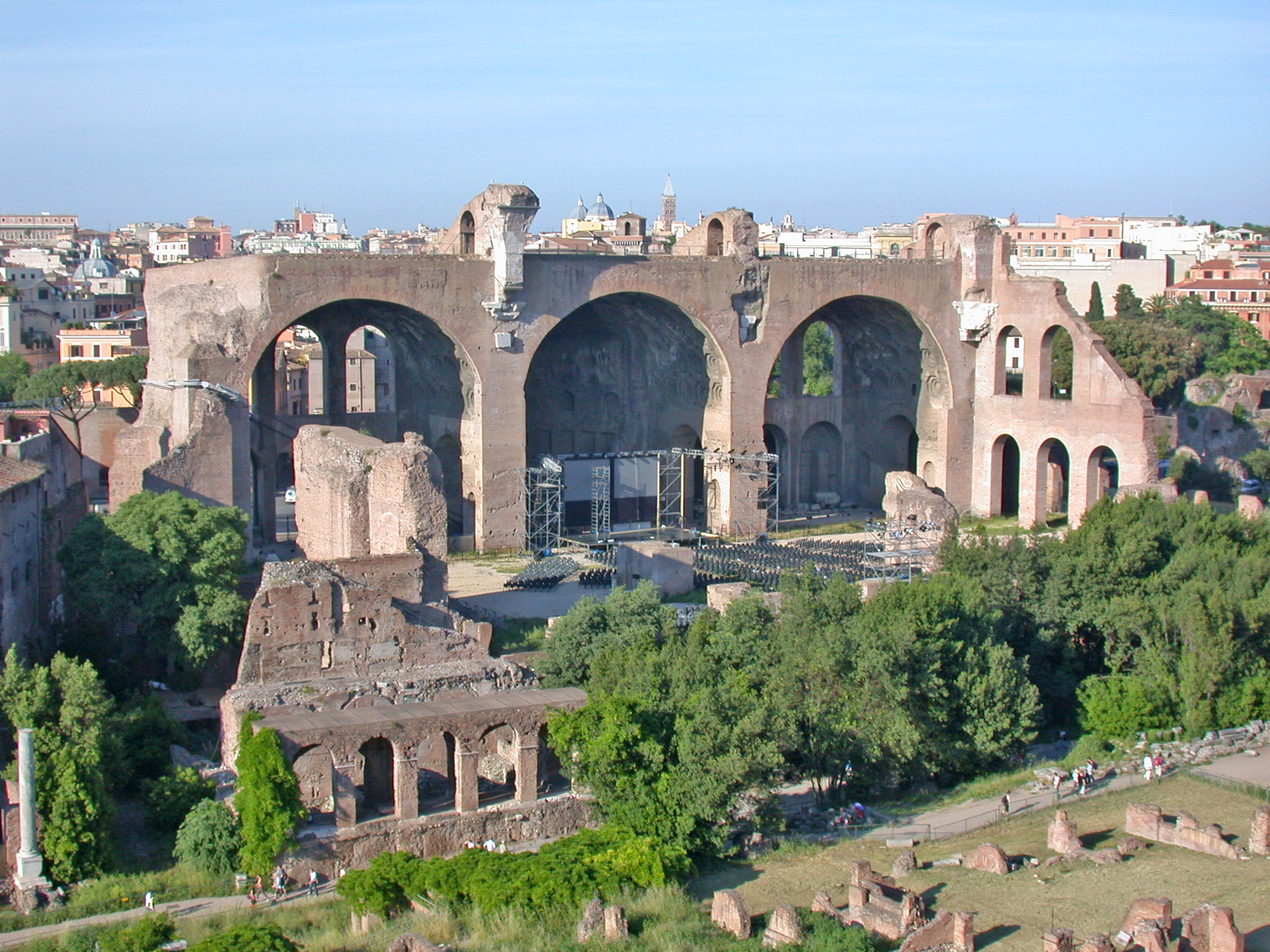
Basílica de Majencio en el monte Palatino.

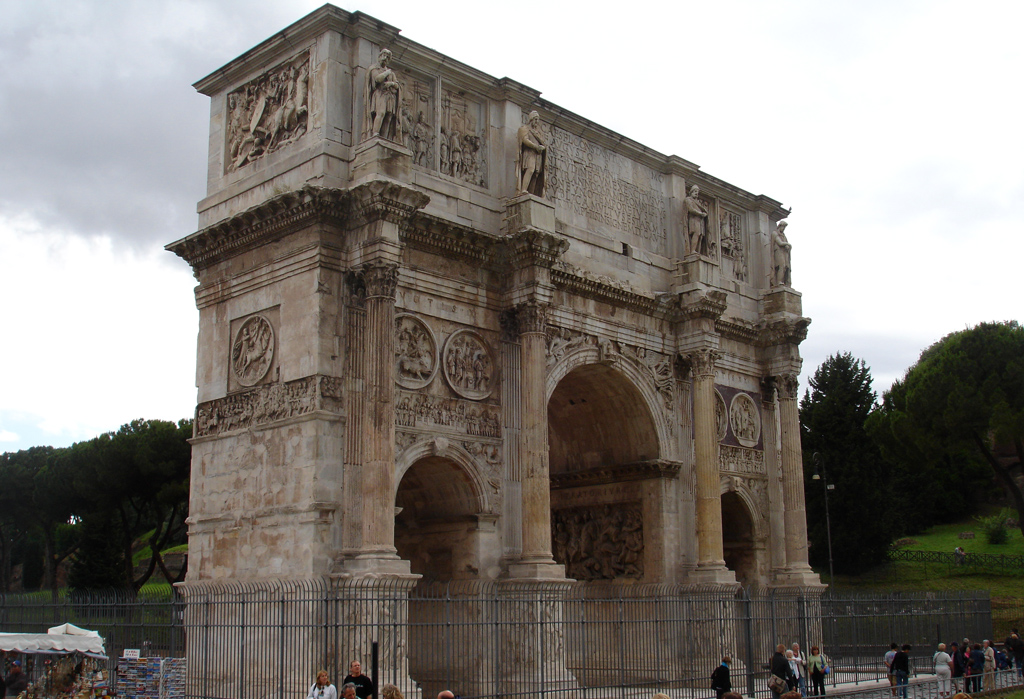
Arco de Constantino en Roma construido en 315 para celebrar su victoria.

Constantino entró en Roma el 29 de octubre; la ciudad le recibió con un gran adventus y alborozo. Los romanos sacaron el cuerpo de Majencio del Tíber para decapitarlo posteriormente y pasear su cabeza por las calles con el fin de que todos la vieran. Después de las ceremonias, la enviaron a Cartago, lo que habría terminado con la resistencia a su gobierno, ya que la provincia de África pertenecía y le era leal a los territorios del difunto. Las descripciones de la entrada de Constantino en Roma omiten cualquier mención de la conclusión de su procesión en el templo de Júpiter Óptimo Máximo, lugar donde generalmente se solían realizar los sacrificios. Aunque a menudo esto se emplea para mostrar la sensibilidad cristiana de Constantino, esta omisión no se puede tomar como prueba de que él ya fuera cristiano en ese momento. Constantino, por su parte, decidió visitar la Curia senatorial, donde prometió restaurar sus privilegios ancestrales y darle un papel seguro en la reforma de su gobierno: no habría persecución de los partidarios de Majencio. En respuesta, el Senado le otorgó el «título del primer nombre», lo que significaba que su nombre figuraría en primer lugar en todos los documentos oficiales, y lo aclamó como «el augusto más grande». Constantino emitió una serie de decretos que devolvieron las propiedades confiscadas, permitieron el retorno de los exiliados políticos y liberaron a los opositores políticos encarcelados.
Su victoria le permitió ser el augusto de Occidente, es decir, el soberano de toda la mitad occidental del Imperio romano. Licinio, el único augusto de Oriente tras la muerte de Maximino Daya (r. 305-313), reconoció esto al año siguiente. Majencio fue condenado a la damnatio memoriae; toda su legislación fue abrogada y sus considerables proyectos arquitectónicos usurpados por Constantino, incluidos el templo de Rómulo —que iba dedicado al hijo del difunto, Valerio Rómulo— y la basílica de Majencio. Los partidarios más leales a Majencio en el ejército fueron neutralizados cuando la Legio II Parthica se retiró de Alba Longa y el resto de las tropas majencianas fueron enviadas a cumplir con su deber en la frontera del río Rin. Además, la Guardia Pretoriana y la caballería imperial (equites singulares), ambas instituidas por Augusto (r. 27 a. C.-14 d. C.), fueron disueltas. Se sustituyeron por un cuerpo de tropas de élite vinculadas al emperador, las escolas palatinas, que fueron a partir de entonces el núcleo del sistema militar romano, mientras que los antiguos cuerpos de tropas territoriales fueron descuidados. Casi todas las fuerzas militares móviles quedaron a partir de entonces subordinadas directamente al emperador —con la excepción de ciertas unidades territoriales que fueron equiparadas con las fuerzas móviles y llamadas pseudocomitatenses— y concentradas en áreas urbanas donde podrían mantenerse abastecidas con los suministros que ya suponían la mayor parte de la soldada.

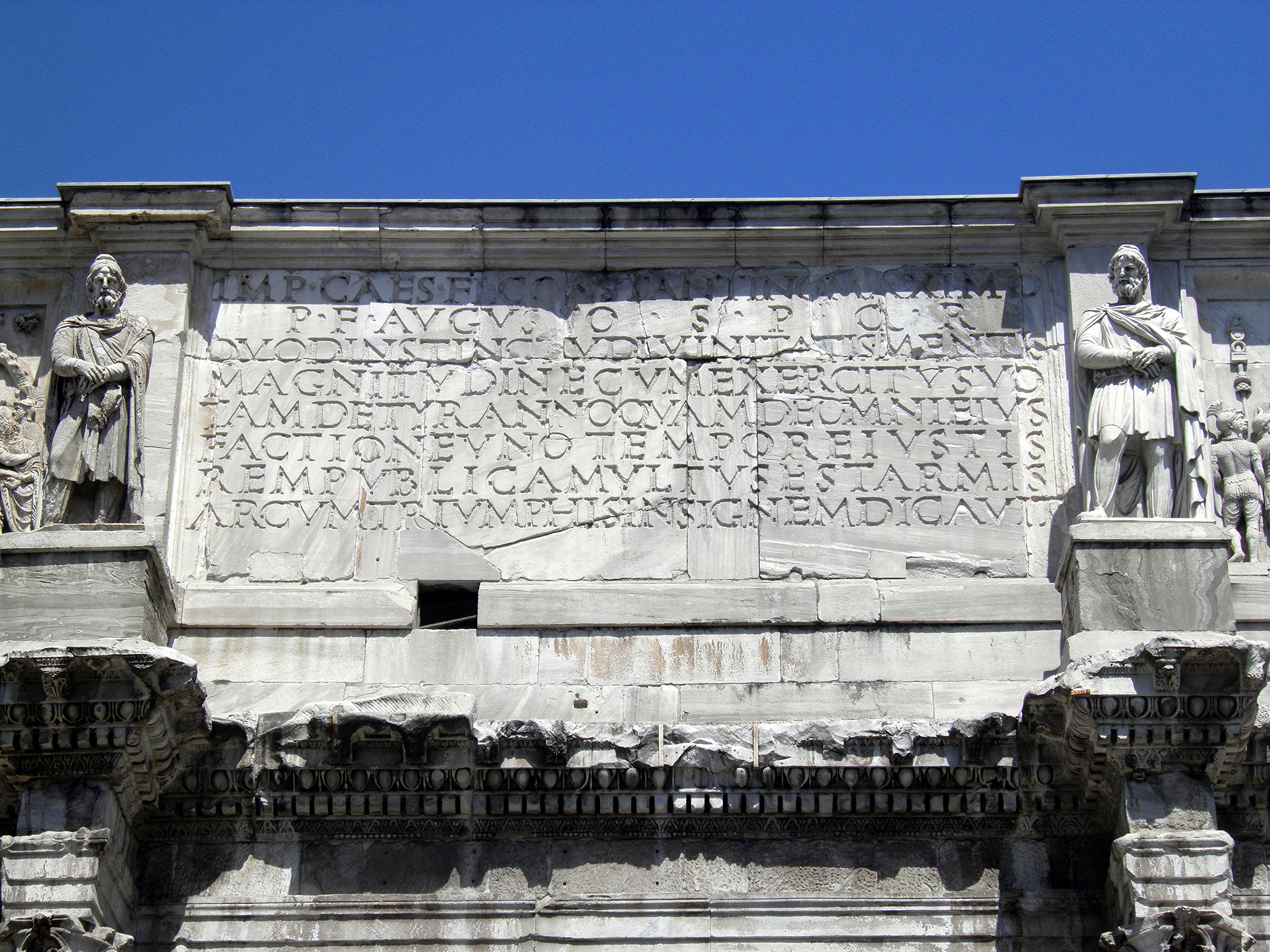
Inscripción en la parte sur del Arco de Constantino.

Constantino recibió un arco de triunfo dedicado por el Senado como obsequio a su victoria, el cual fue inaugurado oficialmente el 25 de julio de 315, con ceremonias entre las que se contaron sacrificios a Apolo, Diana, Hércules, etcétera. El arco estaba ubicado entre el Palatino y el Celio, en la llamada vía Triunfal. Fue colocado cuidadosamente para alinearlo con el Coloso de Nerón construido por el emperador homónimo (r. 54-68) y ubicado en los alrededores del Coliseo. Entre los relieves contenidos en el monumento se encuentran imágenes que representan a la diosa Victoria, mientras que no hay elementos de imaginería cristiana, aunque esto puede ser un acto deliberado del Senado, que era pagano. Todavía hay una inscripción, exhibida en los lados norte y sur, en la que la victoria está asociada con la intervención divina:

IMP · CAES · FL · CONSTANTINO · MAXIMO · P · F · AVGUSTO · S · P · Q · R · QVOD · INSTINCTV · DIVINITATIS · MENTIS · MAGNITVDINE · CVM · EXERCITV · SVO · TAM · DE · TYRANNO · QVAM · DE · OMNI · EIVS · FACTIONE · VNO · TEMPORE · IVSTIS · REMPVBLICAM · VLTVS · EST · ARMIS · ARCVM · TRIVMPHIS · INSIGNEM · DICAVIT
Al emperador César Flavio Constantino, el más grande, pío y bendito Augusto. Porque él, inspirado por la divinidad y por la grandeza de su mente, ha liberado al estado del tirano y de todos sus seguidores al mismo tiempo, con su ejército y solo por la fuerza de las armas. El Senado y el Pueblo de Roma le han dedicado este arco, decorado con triunfos.